# East LA Civic Center (métro de Los Angeles)
East LA Civic Center est une station du métro de Los Angeles desservie par les rames de la ligne E et située dans la census-designated place d'East Los Angeles en Californie.

## Localisation
Station du métro de Los Angeles située en surface, East LA Civic Center est située sur la ligne L à l'intersection de la 3e rue et de la Mednik Avenue à East Los Angeles, à l'est de Downtown Los Angeles.

## Histoire
East LA Civic Center a été mise en service le 15 novembre 2009.

## Service

### Accueil

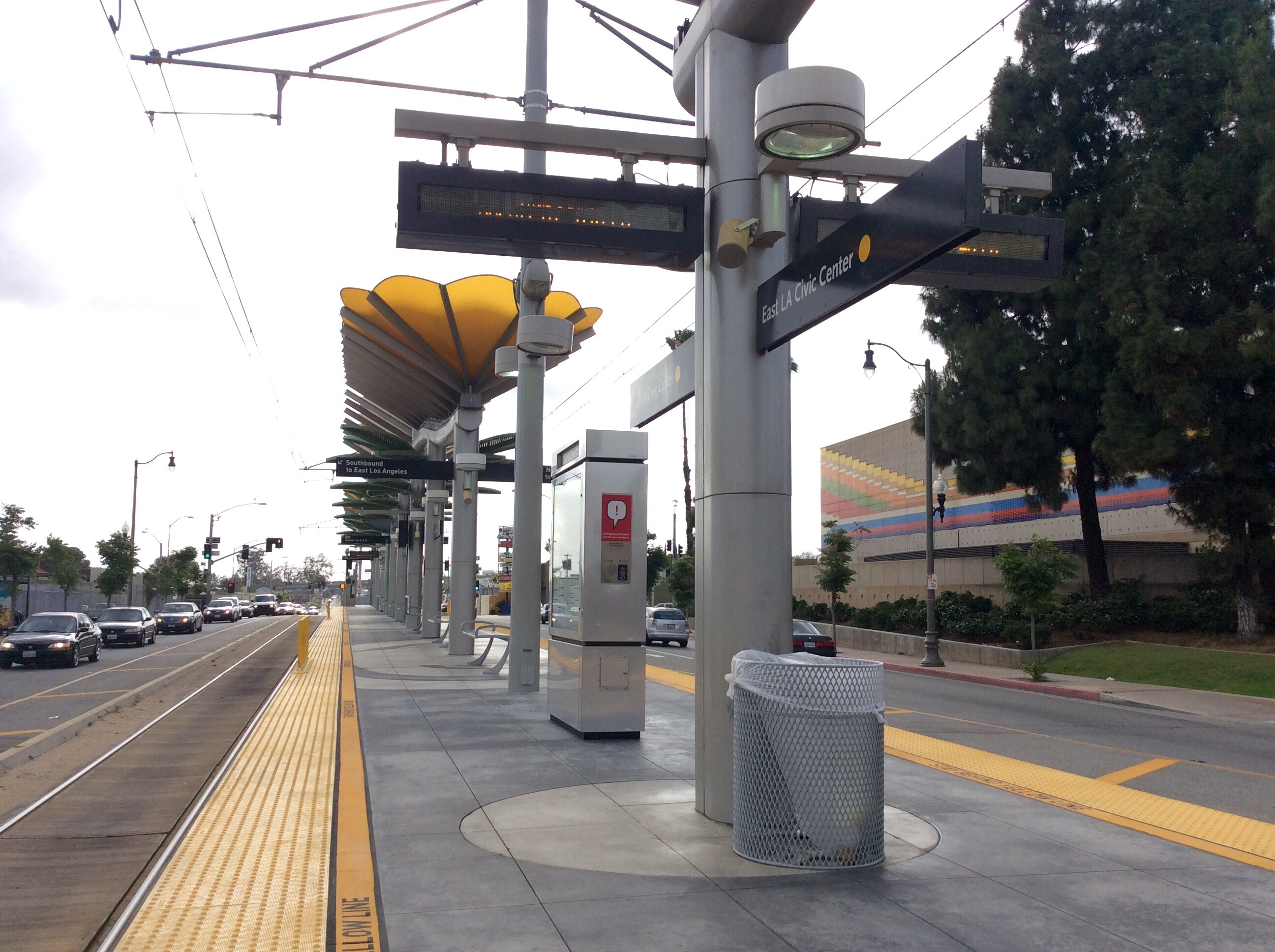
Plateforme de la station.
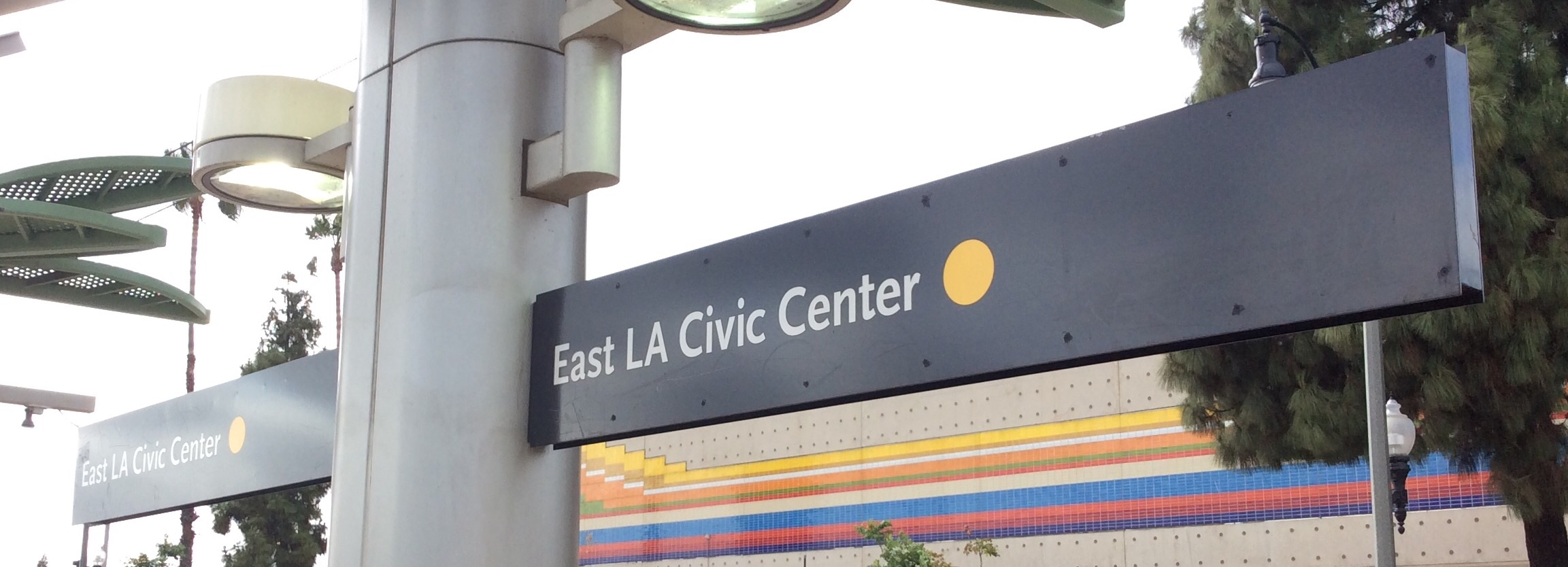
Signalétique.

### Desserte
East LA Civic Center est notamment située à proximité de la Cour d'East Los Angeles, le Bureau de probation d'East Los Angeles, la bibliothèque d'East Los Angeles, le centre civique d'East Los Angeles et le poste de police d'East Los Angeles.

### Intermodalité
La station est desservie par la ligne d'autobus 258 de Metro et la ligne 40 de Montebello Bus Lines (en).

## Architecture et œuvres d'art
La station abrite une œuvre d'art de l'artiste Clement Hanami, faite de verre et d'acier et nommée Through the Looking Glass or Traveling at the Speed of Light (Rail).